# 愛在山海花都
《愛在山海花都》，原劇名為《愛在20號倉庫》，2011年臺中市政府自製網路偶像劇，新團整創設計公司製作，由小鐘、林若亞、陳傑瑞、魏如昀、永邦、陳為民、姚黛瑋主演。2011年11月1日電視首播僅在台中地區有線電視系統業者播出。另外有在Hichannel、Youtube、土豆網、新浪視頻、I'm Volg等網路影音平台以及在國光客運、統聯客運、和欣客運播出。

## 劇情大綱
遇到困難時，你可以改變達到夢想的方向，但不要改變完成夢想的決定。
畢永奇(小鐘飾)與佩妮(林若亞飾)是青梅竹馬，就在佩妮與家人即將搭上火車離開台中前，永奇卻被路邊的冰淇淋攤販分心而來不及與她道別。長大後永奇如願成為魔術師，但他能實現自己最大的夢想，用魔術將佩妮變回身邊嗎?
永奇的弟弟畢寶(陳傑瑞飾)患有嚴重的舞台恐懼症，遲遲無法展現好歌喉及與生俱來的音樂天賦。當他下定決心前往台北追夢的途中遇見準備前往台中自由行的孫靜(魏如昀飾)，對她一見鍾情，自告奮勇擔女神的導遊。在這趟自由行中，立志成為歌手的畢寶和音樂企劃孫靜兩人又會擦出什麼樣的火花……

## 演員陣容

### 主要演員
| 演員              | 角色   | 介紹                                                               | 登場集數 |
| 小鐘 沈昶宏(幼年) | 畢永奇 | 29歲，金牛座。一個從小就夢想當歌手的魔術師。                       |          |
| 林若亞 樂樂(幼年) | 宋佩妮 | 29歲，天秤座。學成歸國設計師                                       |          |
| 陳傑瑞            | 畢寶   | 25歲，雙子座。有著與生俱來、驚人的音樂天賦，卻患有「舞台恐懼症」。 |          |
| 魏如昀            | 孫靜   | 26歲，雙魚座。音樂企劃                                             |          |

### 其他演員
| 演員   | 角色 | 介紹                                                                           | 登場集數 |
| 永邦   | 永邦 | 經紀公司老闆，請音樂企劃孫靜到台中發掘音樂才華的超級新人                       |          |
| 陳為民 | 畢爸 | 紅極一時的樂團主唱，為了練身體去二十號倉庫當過搬運工人，後來在台中經營民宿有成 |          |
| 姚黛瑋 | 畢媽 | 紅極一時的樂團歌手，擁有好廚藝的民宿老闆娘                                     |          |

## 電視劇歌曲
| 曲別           | 歌名       | 演唱者 | 作詞   | 作曲   |
| 片頭曲、片尾曲 | 想要的快樂 | 陳傑瑞 | 陳傑瑞 | 陳傑瑞 |
| 插曲           | 我會找你   | 陳傑瑞 | 陳傑瑞 | 陳傑瑞 |
| 插曲           | 特別是你   | 陳傑瑞 | 陳傑瑞 | 陳傑瑞 |
| 插曲           | 寶貝       | 陳傑瑞 | 陳傑瑞 | 陳傑瑞 |

## 重要場景
- 圓滿戶外劇場
- 望高寮
- 高美溼地
- 台中車站
- 20號倉庫
- 國立自然科學博物館植物園
- 東海大學
- 后豐鐵馬道
- 湖水岸
- 彩虹眷村
- 台中港港區藝術中心
- 后里馬場
- 梧棲觀光漁港
- 台中公園
- 一中商圈
- 逢甲商圈
- 台中洲際棒球場
- 國立台灣美術館
- 臺中刑務所演武場
- 霧峰林家宅園
- 文心森林公園
- 水湳開發願景館 Info Box
- 水湳經貿生態園區

## 製作團隊
- 製作人：陳俊安
- 導演：孫豪澤
- 編劇：新團整創設計
- 主辦：臺中市政府
- 監製：臺中市政府觀光旅遊局
- 製作：新團整創設計公司
- 電影主題曲及配樂：陳傑瑞、皇景藝人經紀

## 新聞
- 小鐘林若亞 行銷中市
- 「愛在山海花都」偶像劇行銷台中 （页面存档备份，存于）
- 網路偶像劇 「花」現美麗台中
- 偶像劇台中景點拍攝　「愛在山海花都」追浪漫 （页面存档备份，存于）
- 偶像劇行銷 台中向粉絲招手
- 愛在山海花都 拚觀光 （页面存档备份，存于）

## 外部連結
- 《愛在山海花都》官方網站
- 《愛在山海花都》官方Facebook
- 《愛在山海花都》中華電信hichannel 九十分鐘完整版
- 《愛在山海花都》土豆網 九十分鐘完整版 （页面存档备份，存于）
- 《愛在山海花都》主題曲 陳傑瑞-想要的快樂 電影版 （页面存档备份，存于）
- 《愛在山海花都》主題曲 陳傑瑞-想要的快樂 現場表演 （页面存档备份，存于）
- 《愛在山海花都》插曲 陳傑瑞-寶貝 （页面存档备份，存于）

## 相關影片
- 第一部《舞動台中》 （页面存档备份，存于）
- 第二部《琴定台中》[永久]
- 第三部《台中好棒》[永久]
- 第四部《愛在台中》